# 万蔵院 (坂東市)
萬蔵院（まんぞういん）は、茨城県坂東市にある真言宗豊山派の寺院。

## 歴史
870年（貞観7年）、理源大師聖宝によって開山された。下総国猿島郡の中心部に位置し、門前町を形成していたという。
江戸時代は「満蔵院（まんぞういん）」とも称しており、「総本山移転地常法檀林所」として真言宗僧侶の養成機関（檀林）の役割を果たした。江戸幕府からは寺領を保証する朱印状と「大名」の格式を、朝廷からも「中納言以上」の格式が与えられ、大いに寺運興隆した。
ところが、文化年間（1804年 - 1818年）に火災に遭い大部分が焼失、明治に入ってからも離檀が相次ぎ、一時は廃寺の危機に陥った。1892年（明治25年）、総本山より特命を受けた第72世住職が再建に乗り出し、復興に成功した。
第73世住職の中川祐俊の次男は日本脳炎に罹患し、半身不随と知的障害の後遺症が残った。これをきっかけに祐俊は障害者施設の運営を志し、社会福祉法人「慈光学園」を設立し、当院の周辺に施設を設けて運営に当たった。後に祐俊は所属宗派である真言宗豊山派の管長に就任している。

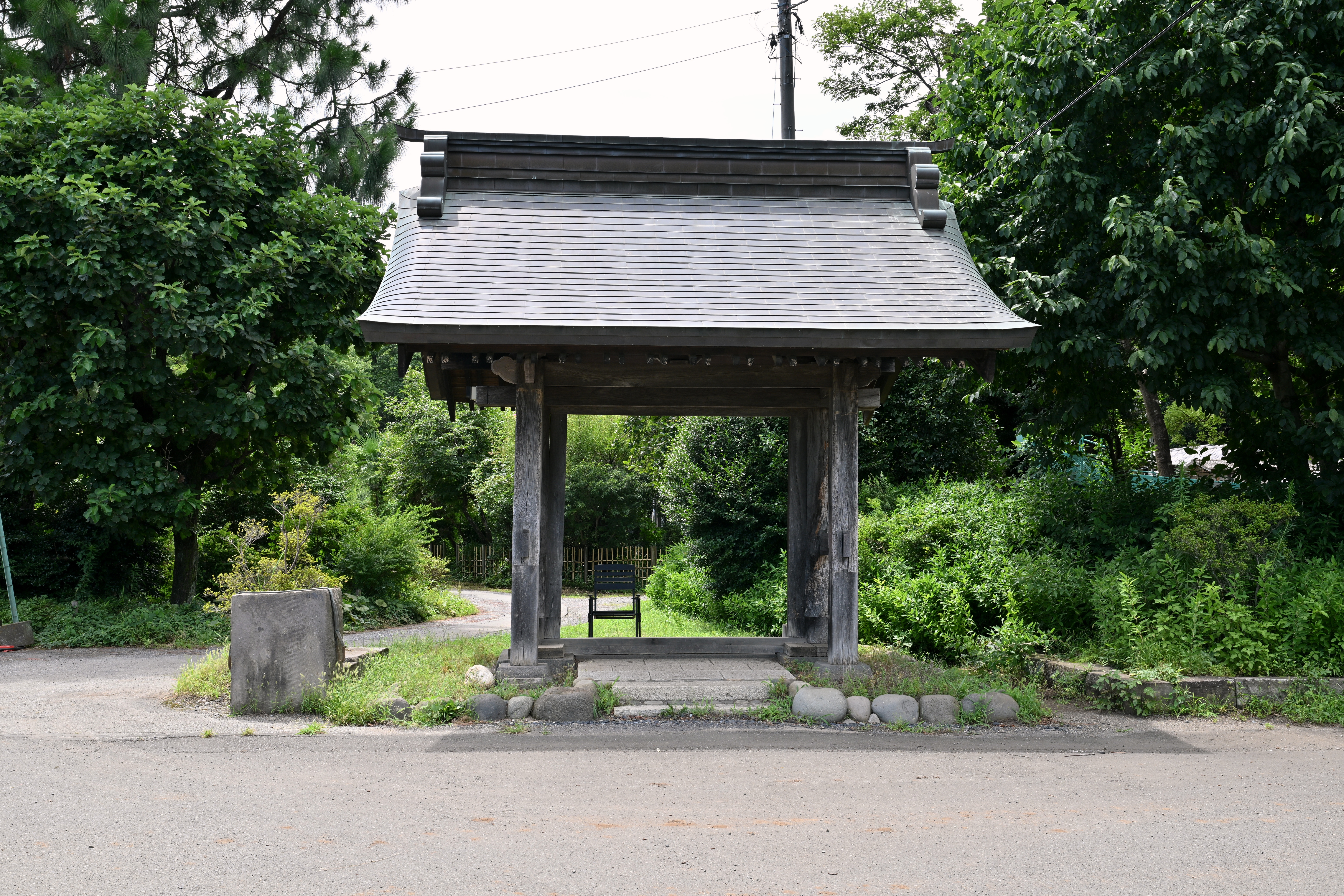
裏参道の山門
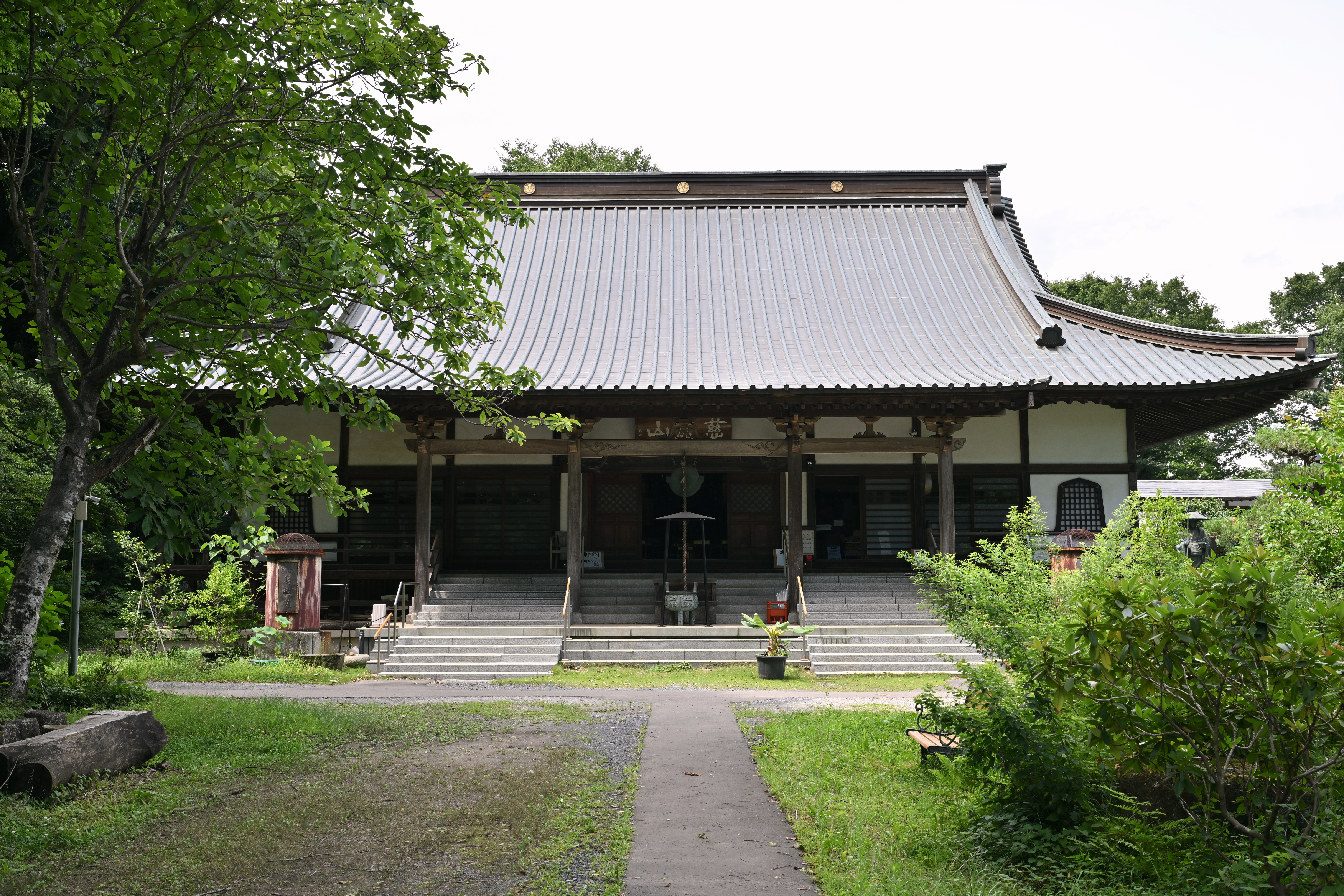
本堂
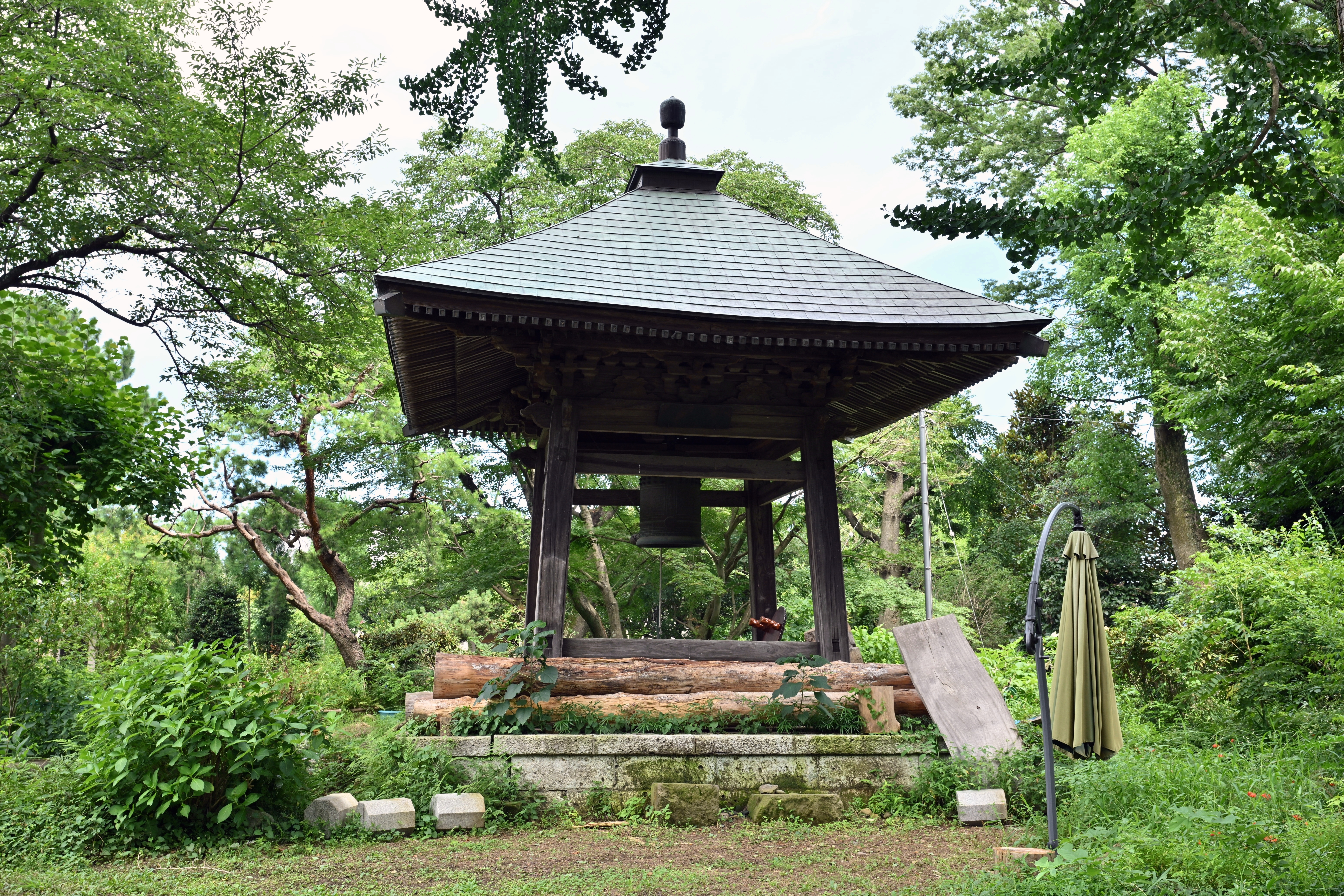
鐘楼
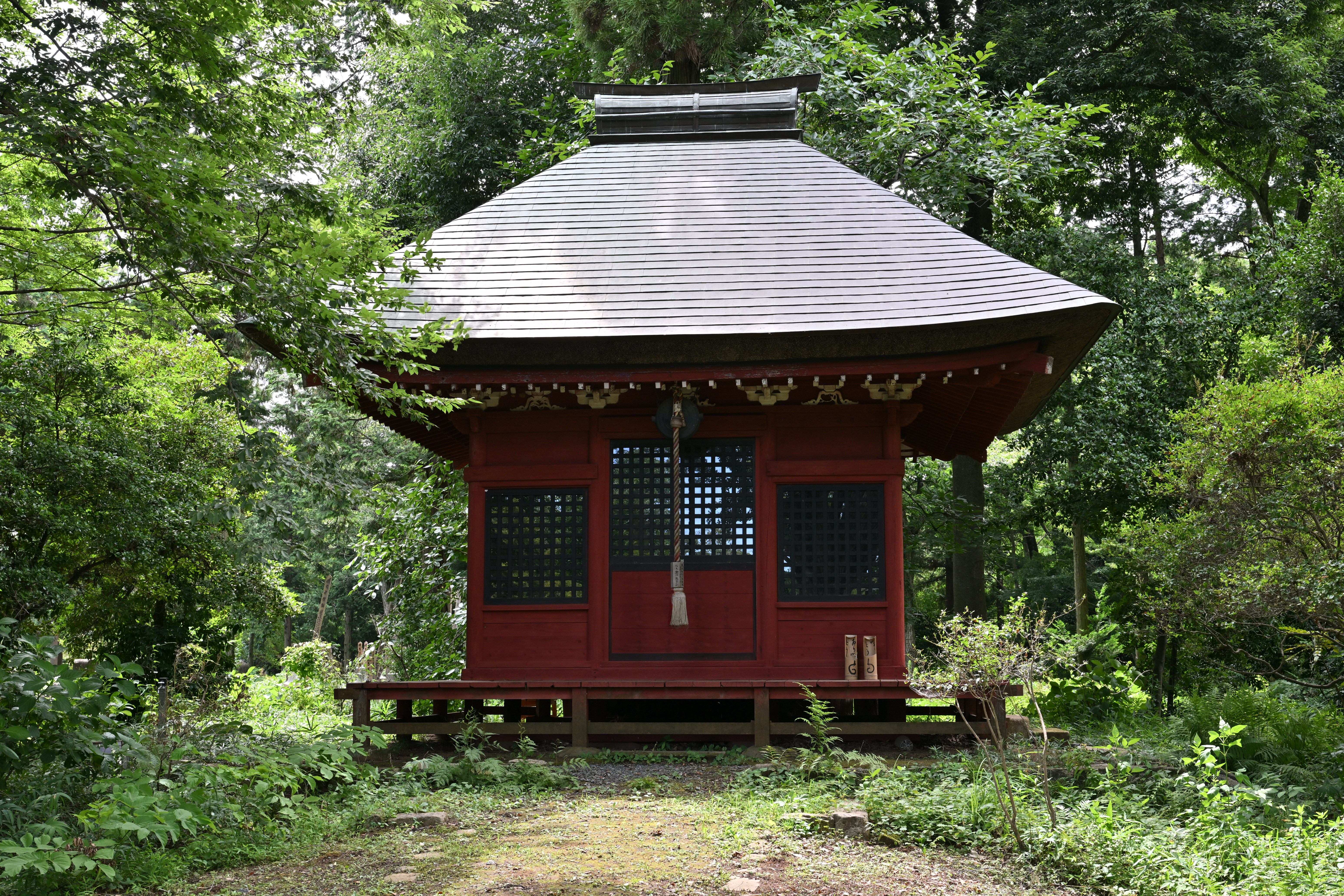
観音堂
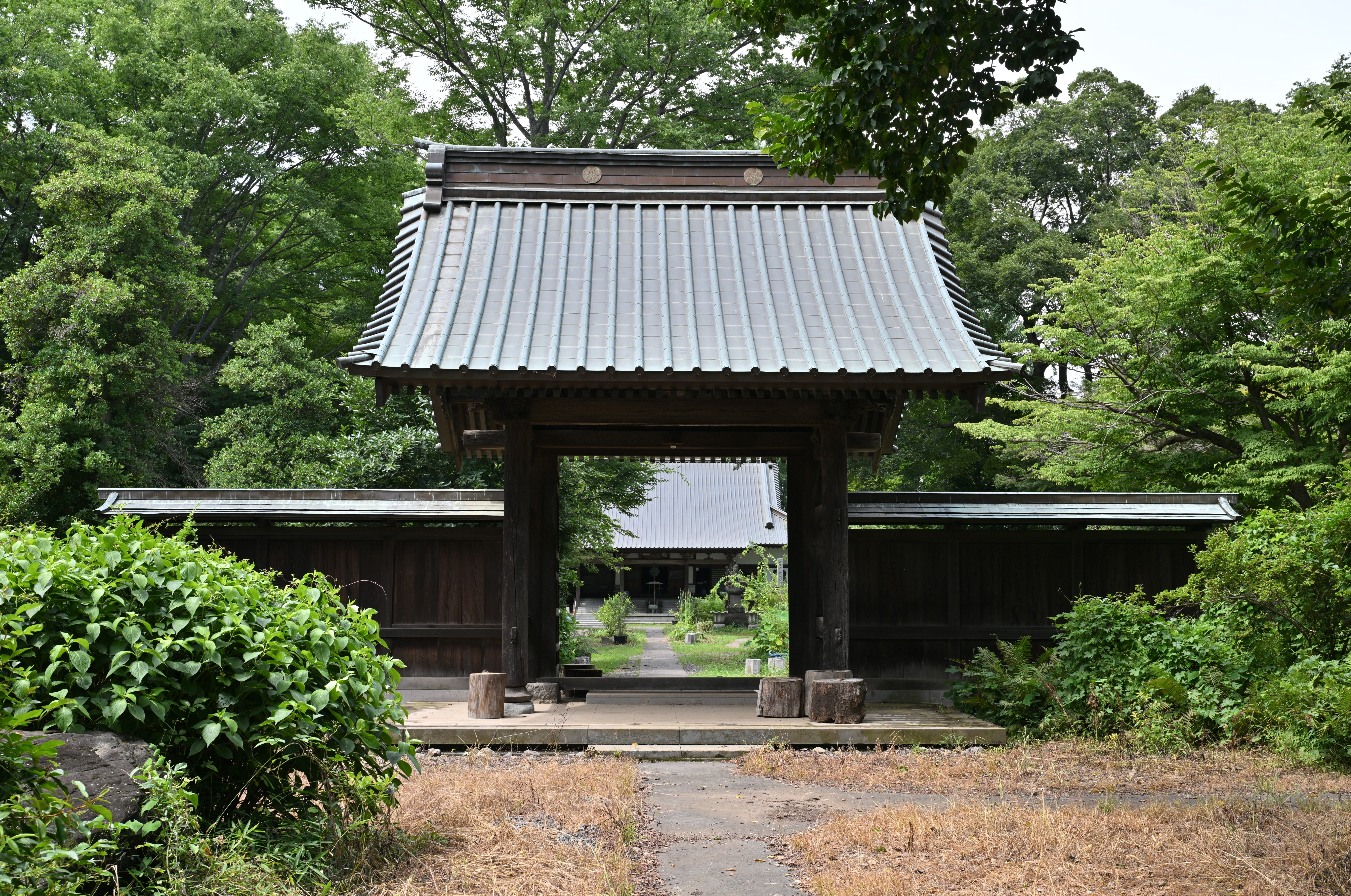
表参道の山門
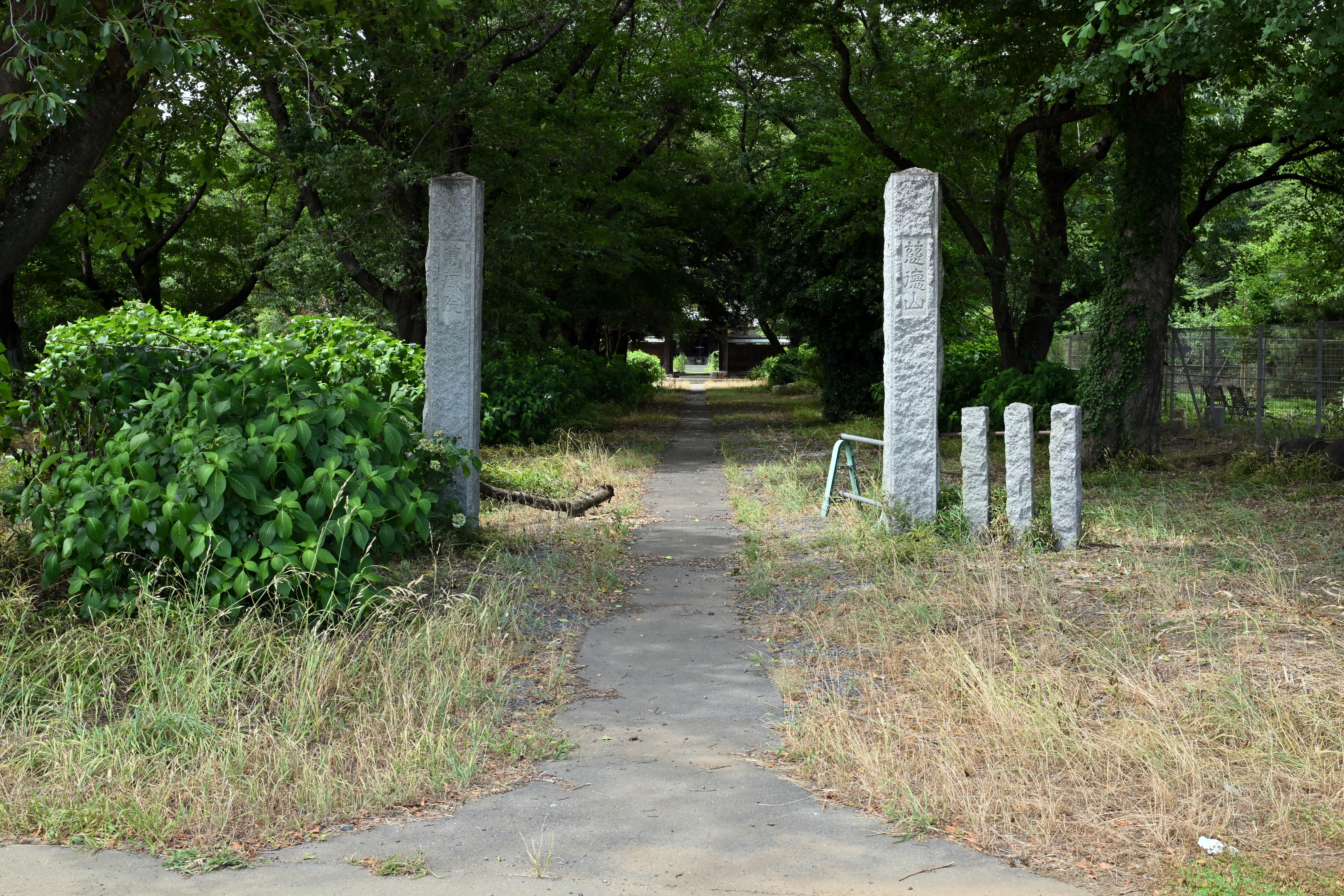
表参道の入口
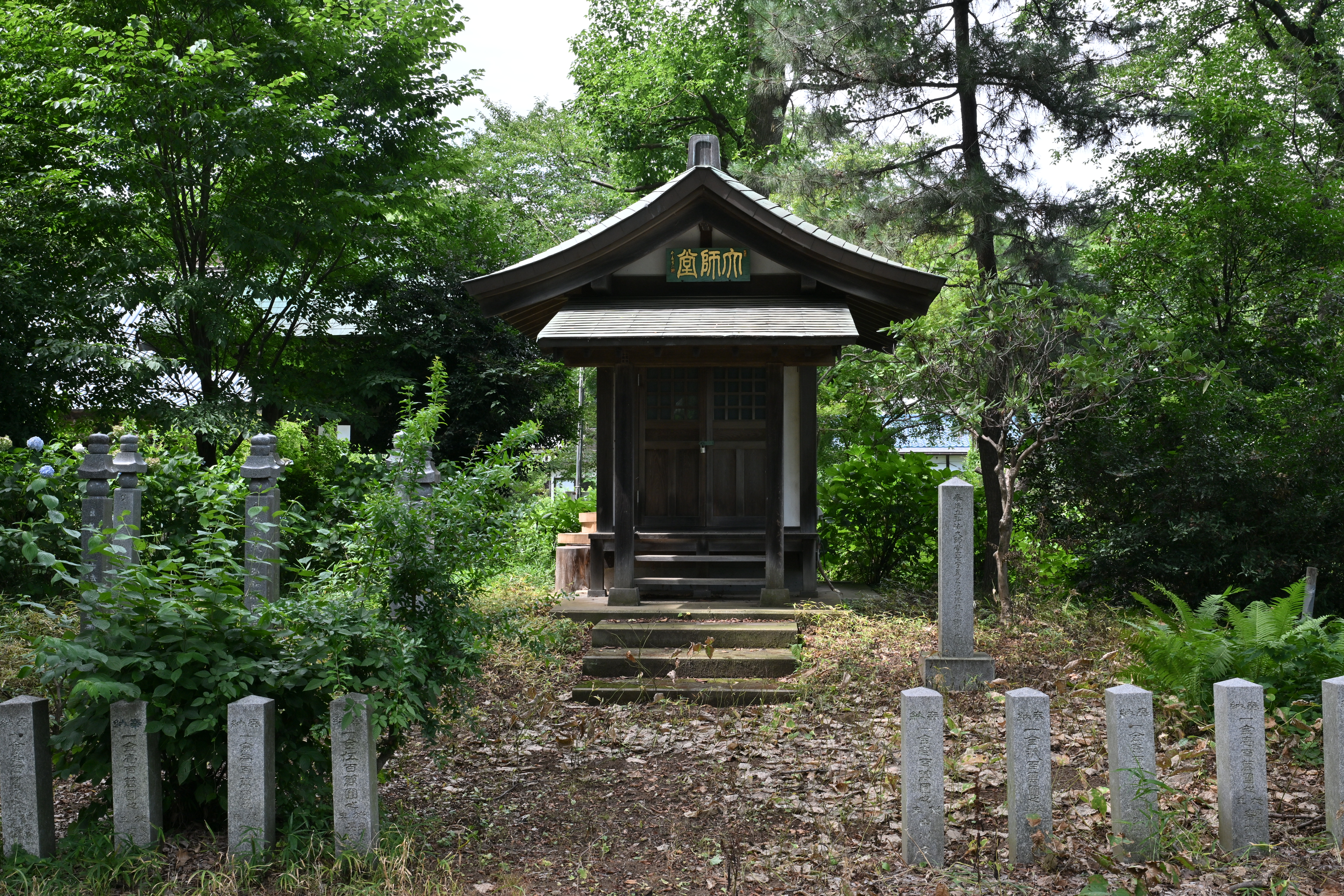
大師堂

## 交通アクセス
- 坂東ICより車10分。